# Hans Holleman
Johan Frederik (Hans) Holleman (Tulungagung, 18 december 1915 – Alphen aan den Rijn, 28 augustus 2001) was een Nederlands en Zuid-Afrikaans hoogleraar, etnoloog en jurist, bekend om zijn onderzoek naar inheemse rechtsstelsels in Zuidelijk Afrika. Hij publiceerde twintig boeken en schreef romans onder de schuilnamen 'Jacobus van der Blaeswindt' en 'Holmer Johanssen'. Hij staat ook bekend om zijn fotografie.

## Leven

### Jeugd
Hans Holleman werd geboren in het regentschap Tulungagung op Oost-Java in Nederlands-Indië (Indonesië) in 1915. Hij was een telg uit het in het Nederland's Patriciaat opgenomen geslacht Holleman en een zoon van Adriana van Geijtenbeek (1889-1986) en prof. dr. Frederik David Holleman (1887–1958), een Nederlands en Zuid-Afrikaans etnoloog, jurist in koloniale ambtelijke dienst en later buitengewoon hoogleraar Adatrecht van Nederlands-Indië in Leiden. Zoon Hans Holleman studeerde rechten en etnologie aan de Stellenbosch University in Zuid-Afrika en haalde zijn kandidaats etnologie en Rooms-Hollands recht in 1937 en zijn doctoraal etnologie cum laude in 1938. Toen werd zijn interesse in etnografie gewekt en woonde hij tien maanden in een Zulu kraal. Daar onderzocht hij Zoeloe gewoonterecht en fotografeerde het dagelijks leven in een traditionele Zoeloegemeenschap. Zijn foto's werden gewaardeerd en tentoongesteld in Stellenbosch. Holleman publiceerde zijn eerste nieuw-realistische roman Gety.

### Loopbaan in Zuidelijk Afrika
Holleman werd Zuid-Afrikaans staatsburger in 1940. Van 1940 tot 1945 werkte hij als ambtenaar, maar kon zijn kennis van inheems gewoonterecht niet toepassen en werd verbannen naar Riversdal in de West-Kaap, ver van de inheemse bevolking. Hier trouwde hij zijn vrouw Marie Sem. In 1945 trad hij uit ambtelijke dienst en na een kortstondige betrekking als artdirector bij een filmbedrijf werd hij benoemd tot Beit Research Fellow aan het Rhodes-Livingstone Institute in Lusaka in Noord-Rhodesië (nu Zambia), waar hij meedeed aan het onderzoek van Max Gluckman (Brits en Zuid-Afrikaans sociaal antropoloog, 1911-1975) naar Zuidelijk en Centraal Afrika.
Holleman deed promotieonderzoek bij Isaac Schapera (sociaal antropoloog, 1905-2003) en promoveerde op familierecht van de Shona in Zuid-Rhodesië aan de Universiteit van Kaapstad in 1950.
Een korte tijd werkte hij als conservator in het Queen Victoria Memorial Museum in Salisbury, Zuid-Rhodesië (nu Harare in Zimbabwe) voor hij aan de slag ging als bestuursambtenaar in de Department of Native Affairs of Bulawayo en Wedza, een district in Mashonaland East. Hij deed onderzoek naar verstedelijking en gaf advies aan de regering van Zuid-Rhodesië voor de wettelijke bescherming van arbeidsmigranten. In 1958 publiceerde hij zijn boek African Interlude, een academisch maar ook autobiografisch boek over deze periode. Chief, Council, and Commissioner (1969) beschreef zijn onderzoek naar verstedelijking uit die tijd.
Van 1957 tot 1962 was hij hoogleraar en directeur aan het Institute of Social Research van de  Universiteit van Natal in Durban. De Zuid-Rhodesische regering nodigde hem uit zitting te nemen in de Mangwende Commission voor bestuurlijke en landbouwkundige zaken in het Murewagebied ten noordoosten van nu Harare. Holleman werkte van 1960 tot 1961 voor de commissie en schreef een invloedrijk rapport waarin hij concludeerde dat vele van de bestuursproblemen kwamen door culturele misverstanden tussen de koloniale bestuurders en de inheemse bevolking. Op grond van dit rapport voerde de regering van Zuid-Rhodesië wetgeving door, die vereiste dat alle koloniale bestuurders onderwijs in etnografie en bestuur moesten volgen.

### Hoogleraar in Leiden
In 1962 werd hij aan de Universiteit Leiden gewoon hoogleraar Afrikaanse Talen en Culturen, met leeropdracht Sociologie en cultuurkunde van Afrika, aan het Instituut voor culturele antropologie en sociologie der niet-westerse volken van de Universiteit Leiden. Tevens werd hij directeur van het Afrika-Studiecentrum van 1963 tot 1969. In 1968 werd Holleman benoemd tot gewoon hoogleraar Afrikaanse Talen en Culturen en Sociologie, met dezelfde leeropdracht Sociologie en cultuurkunde van Afrika. Het jaar daarop werd hij gewoon hoogleraar Internationaal Recht als opvolger van Johannes Keuning (1911-1965) met de leeropdracht Volksrecht en de rechtsontwikkeling in de niet-westerse samenlevingen (adatrecht). Holleman bezette zo dezelfde leerstoel als zijn vader en Cornelis van Vollenhoven. Hij ging in 1979 met pensioen, een jaar voor zijn vijfenzestigste, om zijn vertaling van de boeken van Van Vollenhoven over adatrecht in Nederlands-Indië af te maken. In 1981 verschenen twee delen. Met Hollemans vervroegd pensioen werd de leerstoel opgeheven als bezuiniging.

### Archieven
Hans Holleman overleed in 2001 in Alphen aan den Rijn. De archieven en foto's van vader en zoon Holleman zijn overgedragen aan de Bijzondere Collecties van Universiteitsbibliotheek Leiden, Museum Volkenkunde in Leiden, en de bibliotheek van het Afrika-Studiecentrum, ook in Leiden.

## Publicaties
Onder meer:
- Gety (1938, roman, onder pseudoniem Holmer Johanssen)
- African Interlude (1958)
- The attitudes of white mining employees towards life and work on the Copperbelt (1960, met S. Biesheuvel)
- Die Onterfdes (1965, roman, onder pseudoniem Holmer Johanssen)
- Shona customary law: with reference to kinship, marriage, the family and the estate (1969)
- Chief, Council, and Commissioner (1969)
- White mine workers in Northern Rhodesia, 1959-60 (1973, met S. Biesheuvel)
- Issues in African law (1974)
- met C van Vollenhoven, H. W. J. Sonius, Koninklijk Instituut voor Taal-, Land- en Volkenkunde (Netherlands): Van Vollenhoven on Indonesian adat law : selections from Het Adatrecht van Nederlandsch-Indië (Volume I, 1918 ; Volume II, 1931), The Hague: M. Nijhoff, 1981.
- J.F. Holleman in de WorldCat-catalogus